# Ipomoea nematophylla
Ipomoea nematophylla är en vindeväxtart som beskrevs av Ignatz Urban. Ipomoea nematophylla ingår i släktet praktvindor, och familjen vindeväxter. Inga underarter finns listade i Catalogue of Life.